# Champignol-lez-Mondeville
Champignol-lez-Mondeville és un municipi francès, situat al departament de l'Aube i a la regió del Gran Est. L'any 2018 tenia 268 habitants.

## Demografia
El 2007 tenia 339 habitants en 140 famílies. El 2007 hi havia 200 habitatges, 140 eren l'habitatge principal de la família, 29 eren segones residències i 31 estaven desocupats.

## Economia
El 2007 la població en edat de treballar era de 191 persones, de les quals 147 eren actives. Hi havia una empresa extractiva, una empresa alimentària, una empresa de fabricació d'altres productes industrials, 4 empreses de construcció, una empresa de comerç i reparació d'automòbils, una empresa d'hostatgeria i restauració, una immobiliària i una empresa de serveis.
El 2009 hi havia un paleta, tres fusteries i un restaurant. L'únic establiment comercial que hi havia el 2009 era una carnisseria. hi havia 41 explotacions agrícoles que conreaven un total de 1.378 hectàrees. El 2009 hi havia una escola elemental integrada dins d'un grup escolar.